# Yuval Ne'eman
Yuval Ne'eman (14 de maig de 1925, Tel-Aviv, Palestina Britànica – 26 d'abril de 2006, Tel-Aviv, Israel) fou un físic i polític israelià.

## Vida
Net d'un dels fundadors de la ciutat de Tel-Aviv, acabà els estudis secundaris als 15 anys. Als 16 anys, començà els estudis d'enginyeria mecànica i elèctrica al Technion (Institut Tecnològic d'Israel) a la ciutat de Haifa. En el seu quart any al Technion fou escollit per encapçalar l'Associació Sindical d'Estudiants. Ell i els seus amics treballaren per aconseguir un acord entre les faccions rivals de grups paramilitar de resistència "Lehi", "Etsel" i "Haganà". Després de la seva graduació, treballà com a dissenyador hidrodinàmic durant un any. S'uní a l'Haganà que donà a llum a les Forces de Defensa d'Israel. Romangué durant 12 anys, lluitant durant la Guerra araboisraeliana de 1948 com a comandant en el camp i després fou vice-cap d'operacions a l'Alt Comandament. El 1958, Ne'eman anà a l'Imperial College de Londres per doctorar-se sota la direcció del físic Abdus Salam, futur premi Nobel de Física. Al mateix temps, serví com a agregat militar d'Israel.
Quant a la seva activitat acadèmica, Ne'eman fou el fundador i cap del Departament de Física i Astronomia de la Universitat Tel-Aviv (1965-1972), exercí de president de la mateixa universitat (1971-1975), i després de director de l'Institut d'Estudis Avançats Mortimer i Raymond Sackler al TAU (1979-1997). El 1969 fou el primer degà de l'Escola d'Enginyeria. El 1997-2002 fou elegit president de l'Associació d'Enginyers d'Israel. El 1968 fundà el Centre de Teoria de Partícules de la Universitat de Texas a Austin.
Com a polític a finals dels anys 70 fou un dels fundadors del partit de Tehiyà, oposat als acords de Camp David. Fou elegit membre del parlament israelià Kenésset com a membre de Tehiyà durant els mandats 10, 11 i 12 del Kenésset. Fou nomenat primer ministre israelià de la ciència i el desenvolupament 1982-1984, i de nou el 1990-1992, quan també exercí com a Ministre de l'Energia. Fundà l'Agència Espacial d'Israel (1983) i la presidí. També la Comissió d'Energia Atòmica d'Israel (1965-1984) i la presidí (1982-1984) i ocupàr el càrrec de director científic a l'establiment IAEC Soreq (1961-1963). Ne'eman fou el primer científic de Defensa d'Israel el 1974-1976. Exercí com a president de l'Oficina d'estàndards d'Israel el 1972-1976 i presidí el Comitè Directiu del projecte d'unir la Mar Morta amb la Mediterrània per un canal amb una central hidroelèctrica 1977-1983.

## Obra
A principis dels anys seixanta del segle XX es descobrien noves partícules i el seu nombre aviat s'aproximà a les cent. Ne'eman el 1962 en realitzà una organització sobre la base del grup de simetria SU(3), que també fou proposta pel físic estatunidenc Murray Gell-Mann i que aquest anomenà la via òctupla. Aquesta classificació, sovint comparada amb la taula periòdica, fou validada experimentalment el 1964 quan s'observà la partícula omega minus Ω–, prevista per aquest esquema, al Laboratori Nacional de Brookhaven a Upton, Nova York. Ne'eman també fou el primer a suggerir que les partícules que experimenten la força nuclear forta, com protons o neutrons, són compostes per tres "maons" fonamentals, que després foren anomenats quarks, quan Gell-Mann i George Zweig desenvoluparen aquesta hipòtesi.
Després de 1977, canvià de branca de coneixement i generalitzà la teoria de l'evolució formulant un paradigma universal, aplicant-la després a diverses àrees, especialment l'antropologia cultural i l'epistemologia evolutiva.